# 施米里茨
施米里茨是德国图林根州的一个市镇。总面积11.32平方公里，总人口417人，其中男性205人，女性212人（2011年12月31日），人口密度37人/平方公里。